# Коротка Анастасія Володимирівна
Анастасія Володимирівна Коротка, у шлюбі Бєднякова (15 жовтня 1985, Донецьк, Українська РСР) — українська акторка й телеведуча. Здобула популярність як ведуча розважальної програми «Орел і решка». З 2018 року є акторкою гумористичної програми «Жіночий квартал» на телеканалі 1+1.

## Життєпис
Народилася у Донецьку, з родиною жила в Мангуші і Маріуполі. Закінчила Бердянський педагогічний інститут за спеціальністю хореографія. 
У складі команди «Причём здесь мы» грала в Українській лізі КВК. Переїхавши до Києва, була учасницею пародійного шоу «Велика різниця по-українськи».
У 2013 році була ведучою (спільно з Андрієм Бєдняковим) розважальної програми «Орел і решка», брала участь у зніманні 28-ми серій двох сезонів — шостого («Курортний») та сьомого («Назад в СРСР»).
Дебютувала на телебаченні роллю у молодіжному серіалі «Великі почуття» (рос. Большие чувства), який стартував у 2013 році на російському телеканалі «Пятница!». У тому ж році з'явилася в серіалі «Супергерої» (рос. Супергерои). Також спільно із Андрієм Бєдняковим з 2013 по 2014 рік вела шоу «Побачення з зіркою» (рос. «Свидание со звездой»). У січня 2014 була ведучою програми «Як фішка ляже» (рос. «Как фишка ляжет»), але проєкт заморозили після першого випуску. Восени 2014 була ведучою програми «Блокбастери» (рос. «Блокбастеры»). Обидві ці програми Коротка теж вела з Андрієм Бєдняковим на телеканалі «Пятница!».
У 2015 році брала участь у зніманні 6-ти серій, 10-го та 11-го сезону програми «Орел і решка».
У 2016 році знімалася в пародії на американський серіал «Гра престолів» — «Гра непристойних», у проєкті «Київ Вечірній», де зіграла Юлю, в-БЮТі-народжену (алюзія на український Блок Юлії Тимошенко та Данерис Таргарієн).
Улітку 2018 року знімалася в українській кінокомедії «Я, ти, він, вона», виконувала головну роль разом з Володимиром Зеленським, прем'єра фільму запланована на 27 грудня. З того ж року бере участь в гумористичній програмі «Жіночий квартал» на телеканалі 1+1.
31 серпня 2014 року одружилася з телеведучим Андрієм Бєдняковим. У вересні 2015 року народила дочку Ксенію, у жовтні 2022 року сина Остапа.